# Rochefort (Charente-Maritime)
Rochefort, másnéven Rochefort-sur-Mer település Franciaországban, Charente-Maritime megyében, az Atlanti-óceán partjának közelében, a Charente folyó torkolatánál. Lakosainak száma 23 188 fő (2022. január 1.). Rochefort Breuil-Magné, Échillais, Loire-les-Marais, Saint-Hippolyte, Saint-Nazaire-sur-Charente, Soubise, Tonnay-Charente és Vergeroux községekkel határos.

## Népesség
A település népessége az elmúlt években az alábbi módon változott:
| Lakosok száma | 29 226 | 26 167 | 25 561 | 26 299 | 24 761 | 24 045 | 24 151 | 23 584 | 23 410 | 23 188 |
|               | 1968   | 1982   | 1990   | 2006   | 2013   | 2015   | 2017   | 2019   | 2020   | 2022   |

## Híres emberek
- Itt született és itt halt meg René Primevère Lesson (1794–1849) francia orvos és zoológus

## Testvérvárosok
Papenburg (Németország)